# Faro di İğneada
Il faro di İğneada (in turco İğneada Feneri o Limanköy Feneri) è un faro costiero situato sulla sponda europea del Mar Nero, nel villaggio di Limanköy, a 4 km dalla cittadina di İğneada e a 8 km dal confine con la Bulgaria, nella provincia di Kirklareli, in Turchia.
È gestito e mantenuto dall'Autorità per la Sicurezza Costiera  (in turco Kıyı Emniyeti Genel Müdürlüğü) del Ministero dei Trasporti e delle Comunicazioni.

## Storia
Il faro di İğneada, sulla punta di Koru Burnu, si trova a nord-est dell'ultimo porto turco nel Mar Nero occidentale prima del confine bulgaro. Fa parte di una serie di fari costruiti dai francesi nell'ambito delle relazioni bilaterali sviluppate con l'Impero Ottomano, e fu edificato nel 1866 durante il regno del sultano Abdülmecid I. A causa di ciò, è conosciuto anche come il faro francese. Il faro di İğneada era alimentato prima con cherosene e poi con carburo (gas acetilene). L'alimentazione è stata poi collegata alla rete elettrica della regione. Oggi è ancora collegato alla rete elettrica ma è anche dotato di pannelli che convertono l'energia solare in elettricità. Fin dalla sua creazione, il faro di İğneada è stato meticolosamente conservato e gestito dalla famiglia Engin. Recentemente il faro è entrato in funzione in modo automatico.

## Descrizione
Il faro è una torre cilindrica in muratura bianca alta 8 metri, con un ballatoio e una lanterna, adiacente alla casa del custode a un piano.
La sua luce lampeggiante emette, a un'altezza focale di 44 m, due brevi lampi bianchi di 0,3 secondi, separati da 2,7 secondi, per un periodo di 15 secondi. Il suo raggio d'azione è di 20 miglia nautiche (circa 38 km).
Identificatore: ARLHS: TUR-... - Ammiragliato: N4966 - NGA: 17528.

## Caratteristiche della luce marittima
- Frequenza: 15 secondi (W-W)
  - Luce: 0,3 secondi
  - Buio: 2,7 secondi
  - Luce: 0,3 secondi
  - Buio: 9,7 secondi